# 沙丁鱼罐头
沙丁鱼罐头是一種以沙丁鱼為主要食材的罐頭，沙丁魚通常浸在鹽水、豆油、菜油、橄欖油或番茄酱，有部分會加入辣椒成為辣沙丁魚罐頭。

## 衍生用語
因為要節省製造罐頭的材料和運輸成本，同時減少浸沒沙丁魚所需的食油或醬料，所以一罐沙丁魚罐頭體積很小，但通常會裝入三四條已經去除頭部及內臟的沙丁魚，罐頭內的沙丁魚很擁擠，沒有留下多餘空間，因此英语中有一句成语：“packed like sardines”——塞得像沙丁鱼罐头一样，拥挤不堪。在中文，將鐵路車廂擠到水洩不通的情況，亦稱為「沙丁魚」。

## 食用
沙丁魚罐頭無需冷凍就可以長時間儲存，更是開罐即食，在冷藏技術不普及的時期，沙丁魚罐頭是遠離海岸的內陸地區，人們品嚐海洋魚類的其中一個途徑。沙丁鱼罐头也是军队中的常见食品之一。